# Butot-Vénesville
Butot-Vénesville is een gemeente in het Franse departement Seine-Maritime (regio Normandië) en telt 273 inwoners (2004). De plaats maakt deel uit van het arrondissement Dieppe.

## Geografie
De oppervlakte van Butot-Vénesville bedraagt 3,5 km², de bevolkingsdichtheid is 78,0 inwoners per km².
De onderstaande kaart toont de ligging van Butot-Vénesville met de belangrijkste infrastructuur en aangrenzende gemeenten.

## Demografie
Onderstaande figuur toont het verloop van het inwonertal (bron: INSEE-tellingen).

1. ↑  Populations de référence 2022.